# Tuneladora

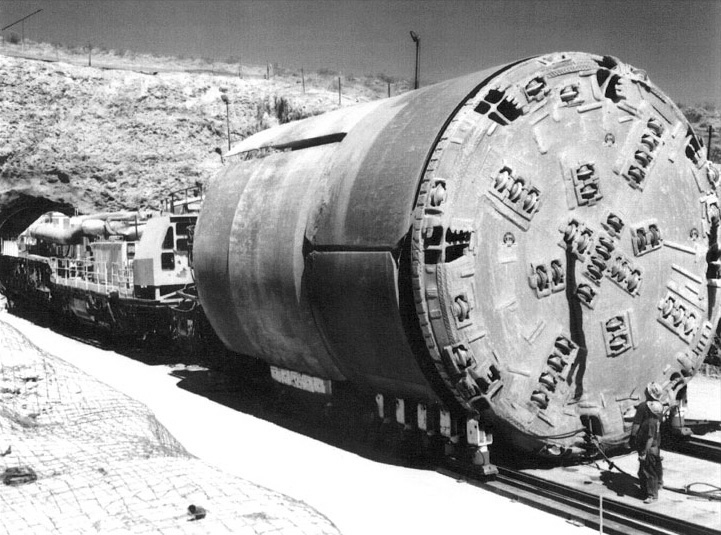
Uma tuneladora utilizada na Montanha de Yucca.

Uma tuneladora (em inglês Tunnel boring machines; TBM) são máquinas utilizadas na escavação de túneis com secção transversal circular. No Brasil é popularmente conhecida como tatuzão.
São mecanismos apreciados pela sua eficiência em diversos tipos de subsolo, mostrando uma versatilidade que vai das rochas mais duras até terrenos arenosos. Os diâmetros da secção transversal pode também variar muito: desde 1 metro, realizadas por microtuneladoras, até 14 metros.Ela faz uma média de 4 metros a cada 5 horas e demora 8 semanas para terminar o processo de finalização do túnel. 
O maior túnel construído até junho de 2016 utilizando esta tecnologia era o Eurotúnel, que, com uma extensão de 50,5 km de estrada de ferro, liga a Inglaterra à França atravessando o Canal da Mancha. Entretanto, em 1 de junho de 2016 foi inaugurado o Túnel de base de São Gotardo, um túnel, também ferroviário, com 57,1 km de extensão, que atravessa os Alpes Suíços com a finalidade de evitar o transporte de cargas em rotas montanhosas e diminuir o tempo de viagem entre Zurique e Milão (Itália). Sua escavação foi concluída em 2010.